# كريستيان هوفمان
كريستيان هوفمان (بالألمانية: Christian Hoffmann)‏ هو متزحلق نمساوي، ولد في 22 ديسمبر 1974 في Aigen im Mühlkreis ‏ في النمسا.

## وصلات خارجية
- الموقع الرسمي
- كريستيان هوفمان على موقع الاتحاد الدولي للتزلج (التزلج الريفي) (الإنجليزية)
- كريستيان هوفمان على موقع اللجنة الأولمبية الدولية (الإنجليزية)
- كريستيان هوفمان على موقع أوليمبيديا (الإنجليزية)